# Masarygus planifrons
Masarygus planifrons är en tvåvingeart som beskrevs av Brethes 1908. Masarygus planifrons ingår i släktet Masarygus och familjen blomflugor. Inga underarter finns listade i Catalogue of Life.